# Ависага
Ависага (на иврит: אבישג) е прислужница на израилския цар Давид.
Според Стария завет тя е младо момиче, родом от Сунам (поради което е наричана и Ависага Сунамитянка), което престарелият Давид взима в двора си, вярвайки, че ако младо момиче спи в леглото му, здравето му ще се подобри.[3Цар. 1:1 – 4] След смъртта на Давид най-възрастният му жив син Адония се опитва да се ожени за Ависага, но новият цар Соломон възприема това като претенция към трона и го използва като повод да го убие.[3Цар. 2:13 – 25]